# 月刊クォリティ
『月刊クォリティ』（げっかんクォリティ）は、株式会社太陽（札幌市）が発刊する北海道の月刊誌である。道内では『道民雑誌』のキャッチコピーでも知られる。

## 歴史と特徴
1966年多田幸右により創刊。北海道地域の政治や経済を中心に、ノンフィクション・エッセイなども扱う総合誌。ライバル誌「財界さっぽろ」と比較して、政財界ゴシップ色は弱く、文芸色が強い。過去には渡辺淳一『北都物語』を連載した。政治記事の特色として、衆議院議員を「衆議」、参議院議員を「参議」と呼称する。
独自の文学賞として北海道文芸賞（従来の北海道文学賞と北海道ノンフィクション賞を統合する形で2014年に創設）を主催している。前身の文学賞時代を含めるとすでに30年以上の歴史を持ち、過去の受賞者には藤堂志津子、永井するみなど後に中央で活躍するようになった作家もいる。

## 主な連載
- 「北海道の医乱」
- 「医療最前線」
- 「天下の傍論・市民の戯論」
- 「本道国会議員の活動報告」
- 「ペンで書く墓碑銘」
- 「エッセーの小窓」

## くま文庫
文学、ノンフィクション、評論、政治、経済などあらゆる分野で〈くま文庫〉というシリーズで文庫を発刊している。2009年創刊。

## 主な刊行書籍
- 「高橋揆一郎の面談小説」シリーズ（月刊クォリティ編）
- 「草柳大蔵トップ対談集」シリーズ（北海道メディア研究編）
- 「北海道高等学校校歌全集」全8巻（月刊クォリティ編）
- 「週刊誌アーカイブス」シリーズ（北海道メディア研究編）
- 「北海道北部を占領せよ〜1945年夏、スターリンの野望〜」（矢野牧夫）
- 「専門医に聞くあなたの病気」